# NGC 5977
NGC 5977 је спирална галаксија у сазвежђу Змија која се налази на NGC листи објеката дубоког неба.
Деклинација објекта је + 17° 7' 43" а ректасцензија 15h 40m 33,4s. Привидна величина (магнитуда) објекта NGC 5977 износи 13,9 а фотографска магнитуда 14,9. NGC 5977 је још познат и под ознакама UGC 9967, MCG 3-40-23, CGCG 107-23, NPM1G +17.0561, PGC 55769.